# Гаджі Зейналабдін Тагієв
Гаджі Зейналабдін Тагієв (азерб. Hacı Zeynal Abdin Tağıyev, рос. дореф. Гаджи-Зейналъ-Абдинъ Тагіевъ; 25 січня (6 лютого) 1823, Баку — 1 вересня 1924, Мардакан, біля Баку) — азербайджанський підприємець і філантроп.
Один із найуспішніших промисловців і найбагатших людей Азербайджану другої половини XIX — початку ХХ століття. У широкій і щедрій благодійницькій діяльності відзначився, зокрема, матеріальним і моральним сприянням розвитку освіти, культури та релігії.
Тагієв володів нафтовими промислами, текстильною фабрикою, рибними промислами, торговими фірмами, купецьким банком та ін. Тагієв був найбільш відомим серед великих мусульман-нафтопромисловців Баку та найбагатшим мусульманином у Російській імперії. Його капітал становив до кінця 1917  близько 30 мільйонів рублів. Тагієв зіграв видатну роль розвитку економічного потенціалу Кавказу на межі XIX—XX ст.

## Біографія
Гаджі Зейналабдін Тагієв народився в сім'ї бідного шевця Таги й Уммі-ханум у старій частині Баку — Ічері Шехер. Дата народження спірна, у різних джерелах фігурують 1821, 1823 і 1838 роки. Після смерті матері й повторного батькового одруження Зейналабдін у десятилітньому віці йде в науку до муляра. Спершу він обтісував камінь, заробляючи шість копійок за день, а в п'ятнадцять років почав працювати муляром. По трьох роках Тагієв став будівельним підрядником. Також торгував мануфактурою. Почавши переганяти нафту, в 1870 році він уже мав невеликий гасовий завод. Розвинув виробництво й поширив діяльність на текстильну промисловість, транспорт і рибні промисли. Збагатівши, став щедрим благодійником.
Тагієв був двічі одружений, мав вісім дітей. Помер на дачі в Мардакані.

## Підприємницька діяльність

### Нафтова промисловість і транспорт
Маючи малопотужний нафтопереробний завод з двома котлами, Тагієв створив компанію «Г. З. А. Тагієв». 1873 року він разом із двома компаньйонами орендував земельну ділянку поблизу Баку, в Бібі-Ейбаті, сподіваючись, що вона нафтовмісна. Тривалий час нафти не було, ділянка завдавала збитків. Зневірившись, партнери продали Зейналабдіну свої паї, а в 1877 році виявилося, що це дуже багате родовище. Тагієв розумів, що для збільшення доходів треба вкладати інвестиції і в інші галузі. Розбагатівши, він насамперед прокладає шосейну дорогу від міста до свого промислу в Бібі-Ейбаті, а потім подовжує її до Бібі-Ейбатської мечеті. На початку 80-х років XIX століття Тагієвській фірмі належали 30 десятин (близько 33 гектарів) нафтовмісної землі в селищах Балахани і Бібі-Ейбат, дві шхуни для перевезення нафтопродуктів, склади в Царицині, Нижньому Новгороді та Москві, два заводи: гасовий і з випуску мастильних олив. У зв'язку зі створенням фірми «Мазут» — торговельного підприємства ротшильдівської Каспійсько-Чорноморської спілки, з поради Гаджі Зейналабдіна місцеві капіталісти на чолі з Агабалою Гудієвим заснували акціонерне товариство «Нафтопровід Баку — Батумі». Нафтопровід мав пролягти від Баку на 800 кілометрів — через низовину Кури, схили Малого Кавказу, підніжжя Сурамської фортеці та Ріонську низовину — й з'єднати узбережжя Каспійського та Чорного морів. Цією магістраллю бакинська нафта могла вийти на міжнародні ринки. Будівництво нафтопроводу почалося в 1897-му й тривало до 1907 року.
На початку листопада 1887 року Тагієв разом з п'ятьма іншими капіталовласниками створив акціонерну спілку кінних залізниць. У Баку почали споруджувати кінно-трамвайну дорогу, яку ввели в експлуатацію 1889 року.

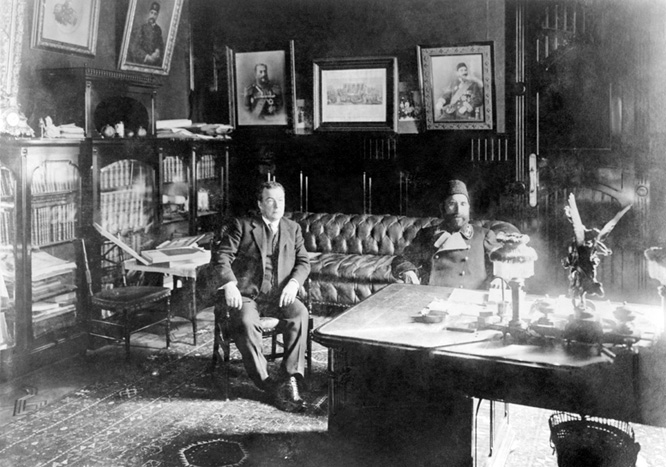
Тагієв у своєму кабінеті

### Текстильна промисловість
На початку століття запрацювала бавовняна фабрика Гаджі Зейналабдіна Тагієва. Господар побудував для робітників мечеть, а для їхніх дітей — школу, з різних місць запросив учителів, дав їм відповідну платню, організував для робітників вечірні курси самоосвіти, відкрив аптеку та медпункт, побудував млин.
Було дуже важко домогтися дозволу на будівництво фабрики. На заваді стояли 28 найбільших фабрикантів Росії на чолі з «королем російського текстилю» Савою Морозовим. До Баку близько доправляти бавовну з плантацій, а це знижує собівартість продукції. Вони побоювалися випустити з рук ринки збуту в Ірані та Туреччині, в російському Туркестані. Та й у самому Закавказзі неминуче впала б ціна бязі. Та ж сама загроза нависла над ринками збуту на Близькому Сході і в Середній Азії, в усьому мусульманському світі. Отож емір Бухари запропонував Тагієву побудувати фабрику або в самій Бухарі, або в Самарканді, або в Хіві й пообіцяв, що забезпечить виробництво дешевою та добротною сировиною. Тагієв відхилив пропозицію, відповівши, що фабрика потрібна в Баку.

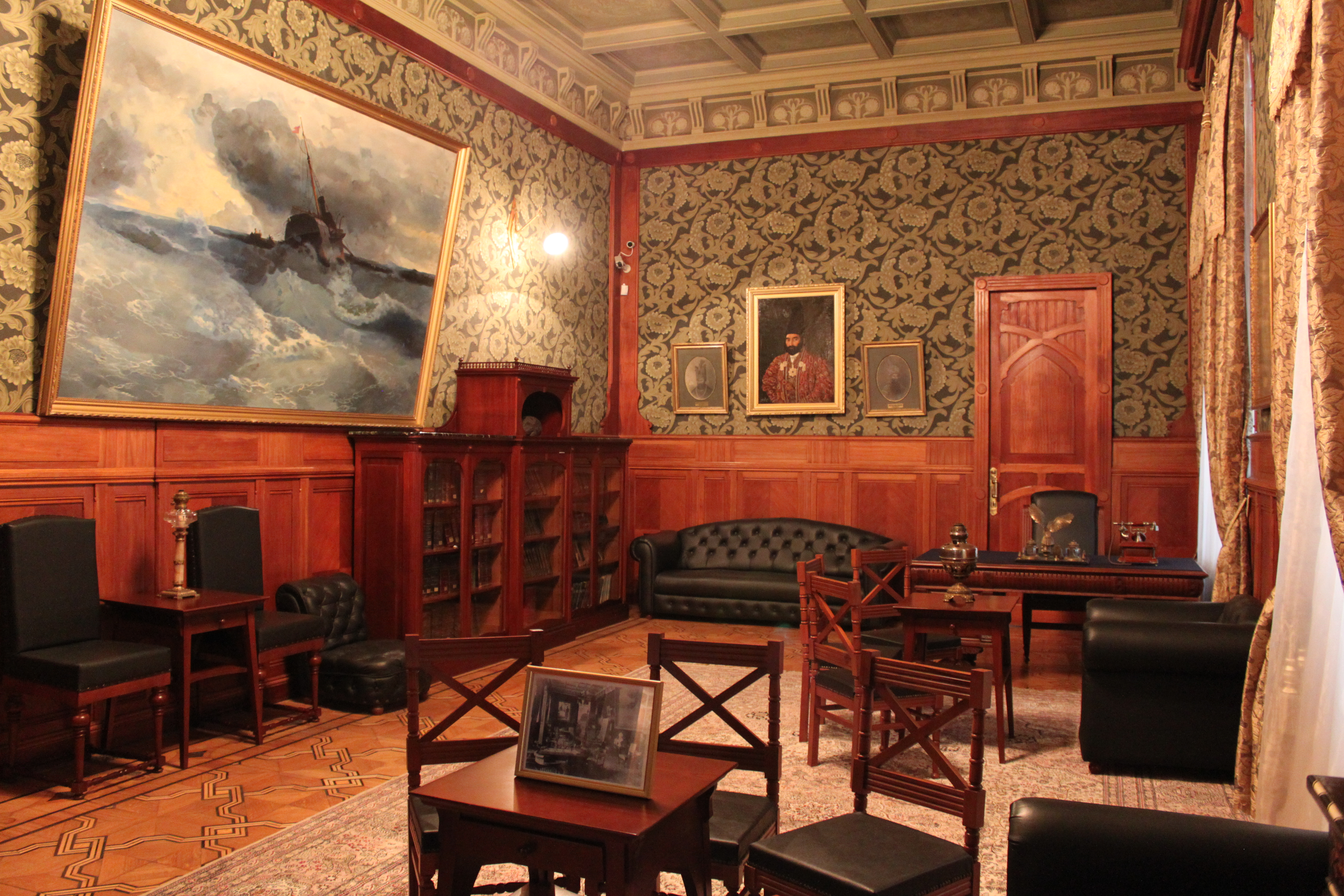
Кабінет Тагієва

Варто зазначити, що наприкінці XIX століття, перш ніж будувати, Гаджі Зейналабдін придбав у Джеванширському повіті 26 тисяч десятин (28 405 гектарів) території, званої «Ельдар мюлькю» — «Ельдарів наділ». Першого ж року він розширив посіви бавовнику від 40 до 250 десятин, урожайність цієї культури зросла в шість разів.
Дістати дозвіл на будівництво фабрики допоміг петербурзький високопоставлений чиновник на прізвище Єрмолов, тож її спорудили й пустили в хід. Конкуренти влаштували вночі підпал на цьому підприємстві. Робітники самотужки загасили пожежу. Збитки були великі. Згоріли склади з готовою продукцією, вийшла з ладу частина обладнання. Ця фабрика була оснащена модерною технікою: дві з половиною тисячі машин і пристроїв, виготовлених в європейських країнах, зокрема ткацькі верстати англійського виробництва. Щороку на підприємстві мали виробляти тридцять мільйонів аршинів (21 336 мільйонів метрів) бязі. На ті часи це означало 1,7 мільйона рублів золотом.
Бакинська текстильна фабрика, двадцять дев'ята з ліку в Росії, започаткувала нову галузь виробництва в Азербайджані. Це підприємство випускало лише бязь і збувало її в Закавказзі, Туркестані та Персії. Згодом ринок збуту поширився на інші мусульманські країни. Її купували для поховання небіжчиків, з неї робили покаянну одежу паломники до святих місць — Мекки, Кербели й Хорасану. Добрий збут пояснювався тим, що ця бязь була виткана на фабриці мусульманина руками правовірних робітників і майстрів. Пустивши в хід цю фабрику, Тагієв збудував у Тифлісі ще одну. Сировина до неї надходила із західних районів Азербайджану. Транспортні витрати були мінімальними, а собівартість продукції низькою.

### Рибна промисловість
Тагієву належали майже всі рибні промисли вздовж західного берега Каспію — від Порт-Петровська й на 300 кілометрів у південному напрямку. У Дагестані ловили переважно оселедців, а на орендованих у держави промислах біля гирла Кури — лососів, осетрів, білуг, севрюг тощо. 1916 року Тагієв заснував «Акціонерну спілку рибної промисловості Тагієва», а в селищі Банка спорудив завод виробництва кав'яру, продукцію якого споживали в Росії та за кордоном. Він реорганізував промисли в Дагестані, побудував у Порт-Петровську бондарний завод, а в порту облаштував спеціальні пристані для приймання риби й холодильник, до якого провів залізничну під'їзну колію. Заморожений продукт експортували у вагонах-рефрижераторах.

### Рухома і нерухома власність

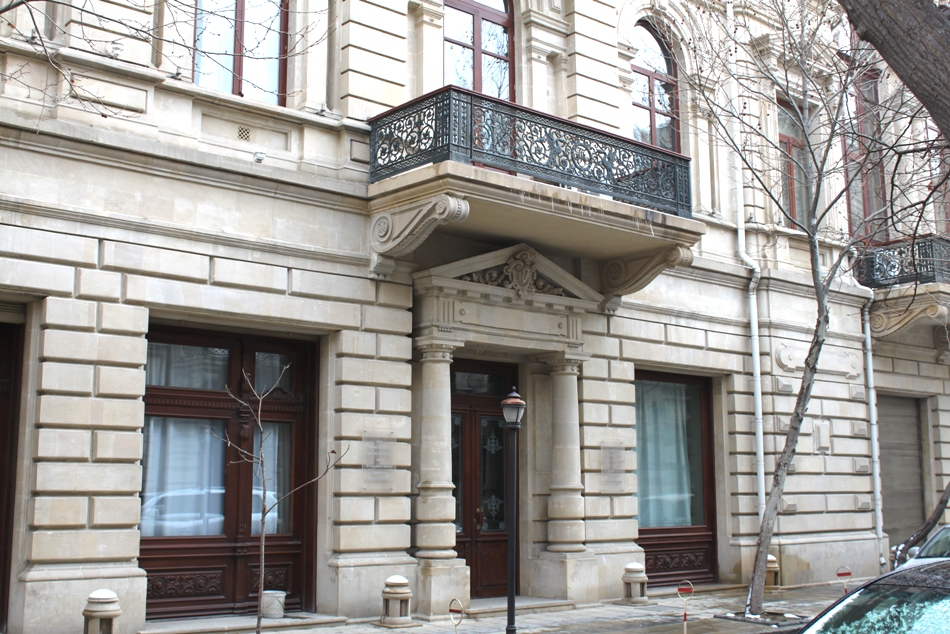
Кам'яниця Тагієва в Баку (нині — історичний музей)

У 1895—1897 роках споруджено в центрі Баку великий дім Гаджі Зейналабдіна (нині тут міститься Музей історії Азербайджану). Автор проєкту, Юзеф Гославський, взяв за основу європейський стиль «ордер», хоча деякі елементи композиції, інтер'єри залів навіяні місцевими традиціями. Ця будівля відзначається ефектністю, виразністю форм і витонченістю архітектурних деталей. У центрі Москви, недалеко від Рум'янцевського музею, Тагієв поставив чотириповерховий будинок, у якому зупинявся, коли приїжджав до Москви. На кожному з чотирьох кутів і біля головного входу горів великий газовий ліхтар, заливаючи весь квартал яскравим світлом. Тагієв був власником нафтових свердловин, нафтопереробних заводів, заводу виробництва ікри, текстильних фабрик, млина, торговельних, вантажних і пасажирських суден. В Ірані Тагієв мав кілька каравансараїв. Йому належали також ліси в Губі, Євлаху, Атлихані, в околицях Ензелі та Решта. Тут, як і в інших місцях, він мав гарне помістя й ділову контору. У цих лісах полював великий князь Михайло Олександрович, брат Миколи II, і в подяку передав бакинському мільйонерові золоту чарку, прикрашену коштовностями.

## Благодійність
Гаджі Зейналабдін Тагієв був щедрим меценатом. Зокрема, на будову приміщення мусульманського благодійного товариства в Петербурзі він пожертвував 11 000 рублів, для жіночої російської школи «Свята Ніна» — 5000 рублів, на ремонт мечетей Кавказу і Дагестану — 5000 рублів, на впорядкування бакинського кладовища — 5000 рублів, на ремонт мечеті в Астрахані — 5000 рублів, на спорудження медресе в Тегерані — 55 000 рублів, на допомогу школі «Саадат» — 5000 рублів, на допомогу сиротам, хворим і вдовам — 8500 рублів, на комерційне училище та навчання мусульманських дітей — 50 000 рублів. Жертвував також на побудову вірменських та православних храмів, зокрема бакинського собору Олександра Невського. Мусульманське, російське, вірменське та єврейське благодійні товариства в Баку обрали Тагієва почесним головою. Він посилав талановиту молодь здобувати вищу освіту в навчальних закладах Москви, Казані, Петербурга та закордонних європейських міст. Завдяки йому вивчилися, зокрема, Азіз Алієв, Мамед Саїд Ордубаді й Наріман Наріманов, якого Тагієв матеріально підтримував, попри те, що не поділяв його поглядів на соціалізм.
1883 року Гаджі Зейналабдін фінансує будівництво драматичного театру, а в 1893 значно розширює площу цього закладу. 1909 року реакціонери підпалили театр, але Тагієв відбудував його заново. 1910 року святкували тридцятиріччя першої театральної постановки в Баку. У зв'язку з цією подією Узеїр Гаджібеков скомпонував урочистий марш. Коли Гаджі Зейналабдін з'явився в театрі, його вітали дуже шанобливо: оркестр заграв марш, артисти з повагою розступилися, а весь зал, стоячи, аплодував щедрому меценату.
У ті часи тюрма була на острові Наргін. Родичі в'язнів з великими труднощами добиралися туди і назад. Коли до Гаджі Зейналабдіна звернулися з проханням допомогти в цій справі, він віддав під в'язницю п'ятиповерхову будівлю млина, яку звів між Куба-мейдани (нині площа Фізулі) і Кемюр-мейдани. Борошномельне обладнання, виписане з-за кордону, він розмістив у нових виробничих приміщеннях, що недалеко від текстильної фабрики. Тут же, біля фабрики, Тагієв поставив будинок для себе і своєї сім'ї.

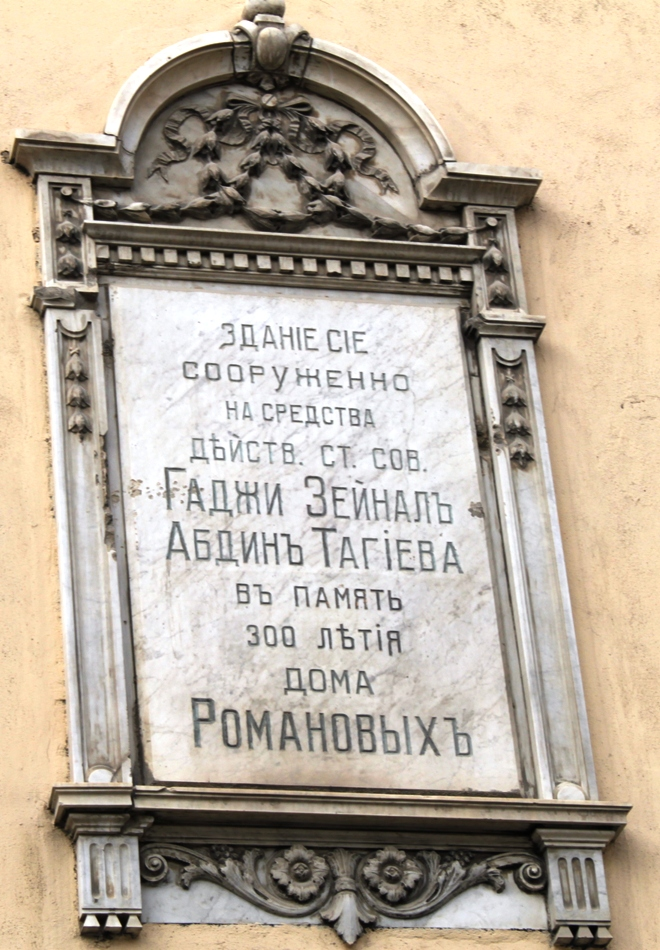
Меморіальна дошка на будівлі, яку спорудив Тагієв

Тагієв мав заслуги у сфері видання книг. Цікава історія перекладу Корану азербайджанською мовою. Реакційне духовенство чинило опір цьому перекладу, доводячи, що вислови в Корані божественного походження, тож ніхто не має права їх переінакшувати. Тагієв послав казі Мірмагомеда Керіма до Багдада, звідки той привозить офіційний дозвіл на переклад. Відтак Гаджі замовляє в Лейпцигу арабський шрифт і друкує переклад. Перекладачем був сам казі Мірмагомед Керім. На кошти Тагієва друкуються книжки Сеїда Азіма Ширвані, Мухаммеда Хаді, Нарімана Наріманова («Надир-шах афшар»), Солтана Меджида Ганізаде, видаються газети — зокрема, «Хаят» («Життя»), «Фіюзат» («Достаток») азербайджанською мовою і «Каспий» російською. Коли газета «Хаблул Метін», яка виходила в Індії, через матеріальну скруту була змушена призупинити діяльність, Тагієв допоміг редакції значною сумою грошей.
Великим досягненням Тагієва стала перша в Баку жіноча мусульманська школа. Реакціонери противилися такому нововведенню, і Тагієв посилає муллу Мірзу Мухаммеда до святих місць по дозвіл від найшанованіших духовних осіб. Ще один дозвіл на будівництво школи одержано від дружини царя Миколи II — Олександри Федорівни, після того як Зейналабдін надіслав їй листа з проханням дозволити назвати школу її іменем і передав дуже цінний подарунок. Відповідь надійшла 1896 року. На будівництво, яке провадив інженер Юзеф Гославський, Гаджі Зейналабдін затратив 184 000 рублів. Площа приміщення становила 864 квадратні аршини (437 квадратних метрів). Цей навчальний заклад на Миколаївській (нині Істиґлал) вулиці відкрито у 1901-му. Про нього тодішня бакинська преса відгукнулася так: «Будучи на одній з найкращих міських вулиць Баку, училище прикрасить собою місто як один із найгарніших за архітектурою будинків, у якому зайві викрутаси дуже вигідно заміщено вишуканою простотою та гармонійністю всіх його частин». Першим директором школи була Ганіфа-ханум Мелікова, дружина Гасан-бека Зардабі). До школи взяли 58 дівчат, 35 із них були з бідних родин. Їх звільнили від плати за навчання. Витрати на харчування та одяг взявся відшкодовувати Тагієв. Школа була закритим пансіоном, а в 1913 році стала вчительською семінарією для дівчат-мусульманок. У цьому ж приміщенні в 1918—1920 працював парламент Азербайджанської Демократичної Республіки, а згодом тут розмістили Інститут рукописів Академії наук Азербайджану.

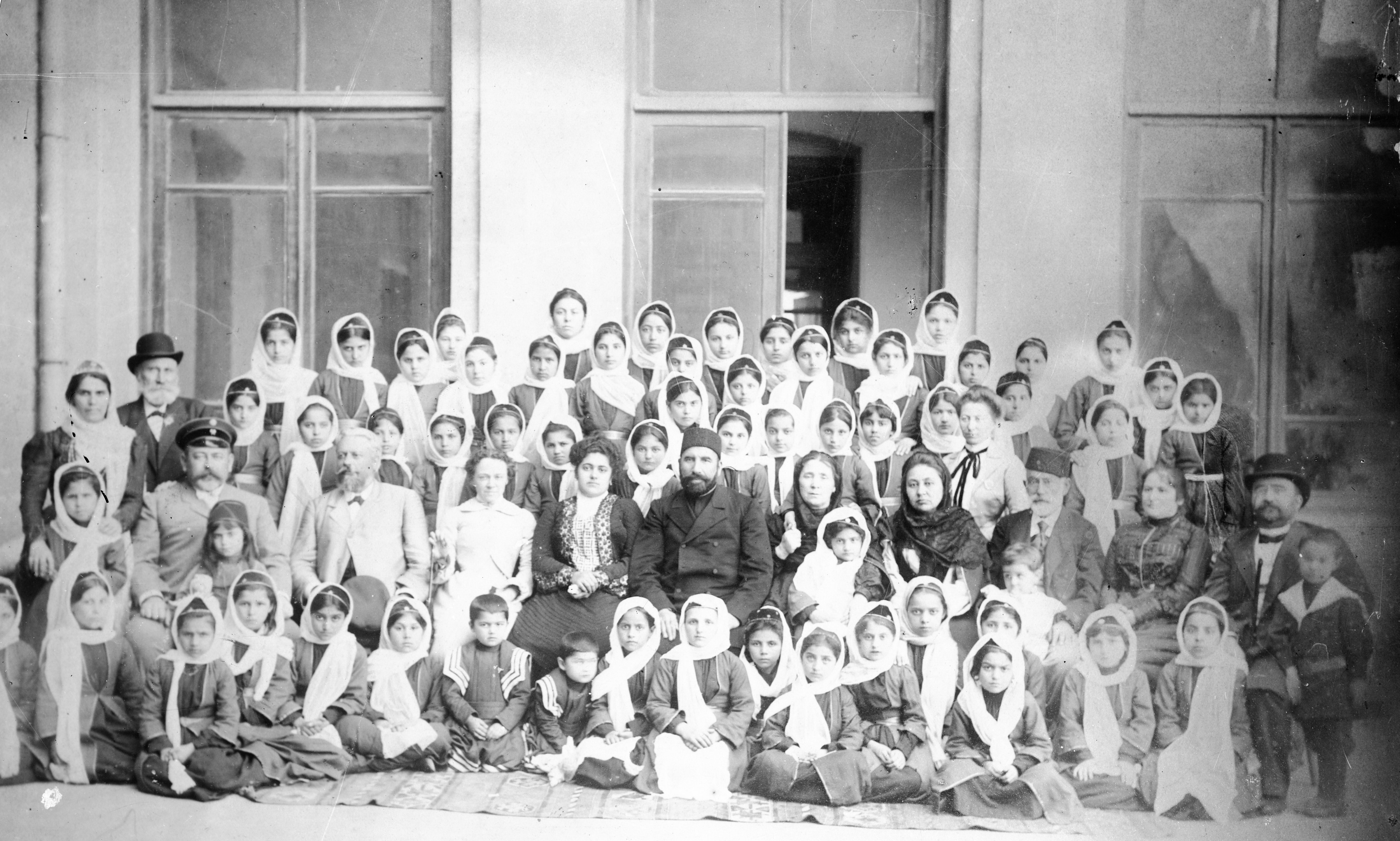
Г. З. Тагієв, його дружина Сона-ханум, Гасан-бек Зардабі з дружиною Ганіфою-ханум Меліковою і Алімардан-бек Топчибашев з ученицями Бакинської мусульманської жіночої школи

У Баку до 1915 року було вже п'ять жіночих шкіл. Одна з них — в робітничому районі міста — Балаханах.
Гаджі Зейналабдін Тагієв посилав гроші в Іран прихильникам революційного руху Саттар-хана і тим викликав невдоволення російської влади. У жовтні 1906 року градоначальник запросив до себе Тагієва й нагадав, що Російська імперія пов'язана узами дружби з перським монархом. Не слід допомагати іранським баламутам і тим викликати законне невдоволення шаха. Це може кинути тінь на стосунки двох держав. Тагієв відповів градоначальнику так:
|  | Ми не подаємо ніякої підтримки революціонерам. Унаслідок сутичок і міжусобиць загинуло багато людей. Залишилися сироти, вдови, старі люди. Вони гинуть від голоду, хвороб. Ми допомагаємо нещасним. За шаріатом, обов’язок кожного правовірного мусульманина — підтримувати знедолених. Інакше нас назвуть безбожниками |

Щоб розв'язати проблему озеленення Баку, 1895 року Тагієв заснував у Мардакані школу садівників і квіткарів, заклав дослідний парк. У 1892 році через посуху та недорід ціни ячменю та пшениці підскочили в десять разів. Почалася епідемія холери. Гаджі Зейналабдін спорудив чотири комори, засипав їх ячменем, рисом, пшеницею і борошном, а тоді всі ці запаси роздав біднякам.
У Баку треба було налагодити водопостачання. Питна вода була неякісна й викликала хвороби.
В 1899 Гаджі Зейналабдін Тагієв уклав з іноземною фірмою договір на 25 тисяч рублів і запросив із Франкфурта-на-Майні інженера Вільяма Ліндлі. Той запропонував провести водогін із джерела Шоллар, що за 160 кілометрів від Баку, неподалік селища Губа. Члени міської управи були проти цієї пропозиції, але Тагієв став на захист проєкту і домігся свого. Водогін збудовано й 18 лютого 1917 офіційно відкрито. Цієї якісної води цілком вистачало для потреб міста.
Чимало грошей Тагієв виділяв на доброустрій Баку. 1895 року він позичив міській управі 750 тис. рублів на 35 років.
В останні роки перед Жовтневим переворотом 1917 року капітал Гаджі Зейналабдіна становив п'ять-шість мільйонів рублів. Наріман Наріманов пише у виданій 1900 року брошурі про життя Тагієва, що «доблесний Гаджі витратив на благо нації і свого народу більш ніж мільйон рублів». У перерахунку на курс валют 2007 року це майже сто мільйонів доларів.

## Нагороди та титули
За сумлінне та чітке виконання робіт в галузі військово-інженерного відомства з 1868-го по 1871 рік Тагієв нагороджений срібною медаллю з написом «За старанність», за влаштування своїм коштом водогону в Баку нагороджений тією ж медаллю, був також почесним опікуном Бакинської Маріїнської жіночої гімназії, почесним куратором Тифліського мусульманського училища, піклувальником і засновником сільськогосподарської школи садівництва в селищі Мардакан Бакинського повіту, почесним членом благодійного товариства судового відомства. У 1877-му Тагієва прийняли в купецький стан, 17 серпня 1905 Тагієв дістав почесний титул комерційного радника за корисну діяльність у галузі вітчизняної торгівлі та промисловості, а 25 січня 1907 року за благодійну діяльність став дійсним статським радником четвертого класу. З 1900 року він нащадковий почесний громадянин Баку, а указом Сенату від 8 лютого Гаджі Зейналабдін став спадковим дворянином. Мав орден Святого Станіслава другого і третього ступенів, три золоті медалі, три срібні, з чужоземних нагород — три перські ордени Лева і Сонця та бухарський золотий орден «Висхідна зірка» першого ступеня. Тагієва записано в Золоту книгу двора його імператорської величності, створену до 300-ліття дому Романових.

## Ушанування пам'яті

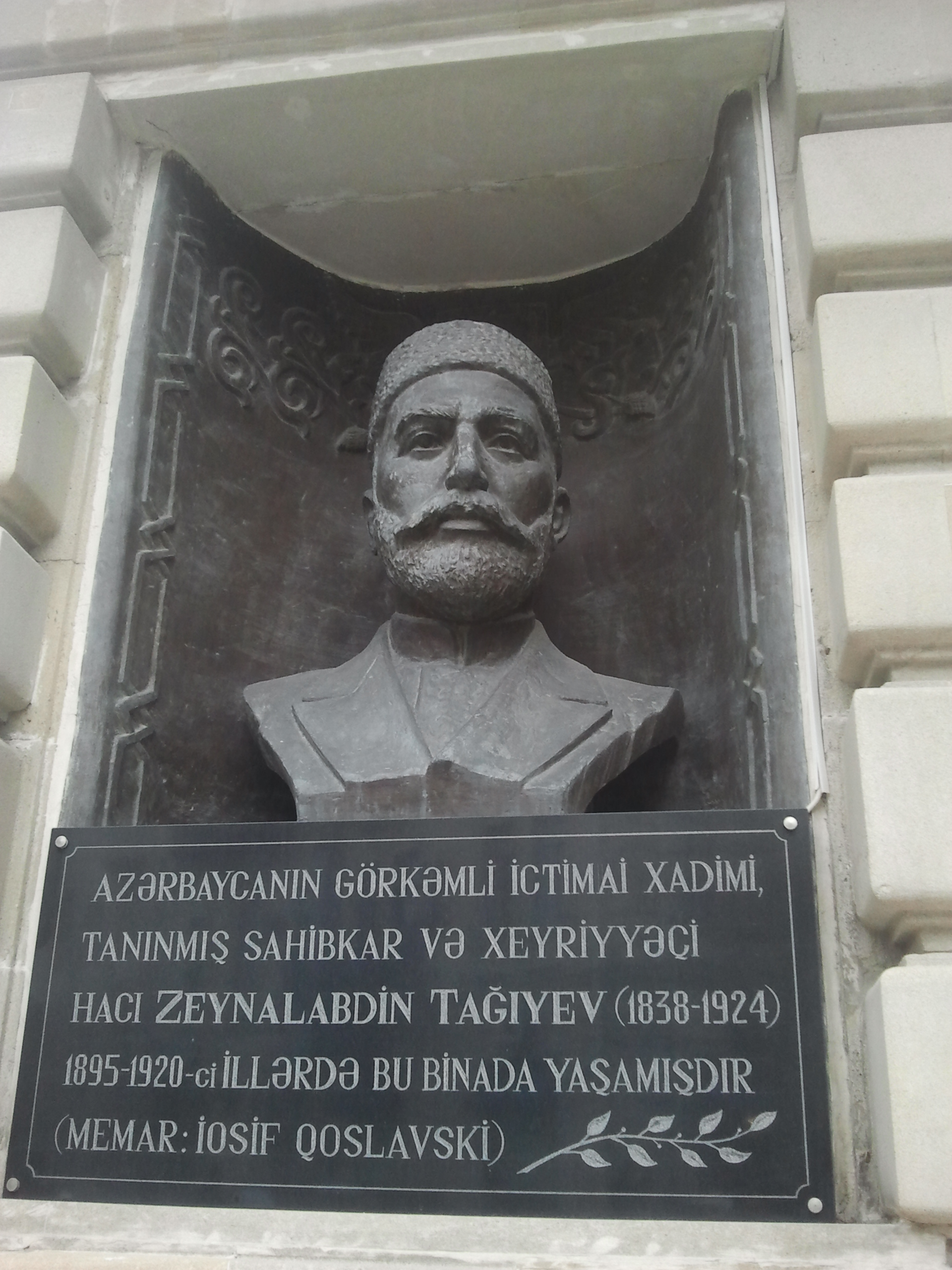
Бюст біля входу до Музею історії Азербайджану

1994 року в селищі Зих (у межах Баку), на подвір'ї ткацької фабрики імені Тагієва, йому поставлено пам'ятник. 1991 року селище Насосний (передмістя Сумгаїта) і залізнична станція біля нього перейменовано на Гаджі Зейналабдін. 2008 року залізнична станція Ширван перейменована на Гаджі Зейналабдін Тагієв-Сортировка. Вулиці Тагієва є в Махачкалі, Дербенті й Хардалані. 1990 року бакинській вулиці Малигіна (до 1923 вона звалася Горчаковською) дали ймення Тагієва. У Мардакані є мавзолей цього видатного азербайджанця.

## Сім'я
Першою дружиною Тагієва була його двоюрідна сестра Зейнаб, з якою він мав синів Ісмаїла (1865), Садига (1868) i дочку Ханим (1871). Овдовівши, 1896 року одружився з Соною (1881—1932), наймолодшою дочкою генерал-лейтенанта Балакіші Араблінського (1828—1902), а з найстаршою генераловою дочкою Нурджахан був одружений Ісмаїл Тагієв — син Зейналабдіна.

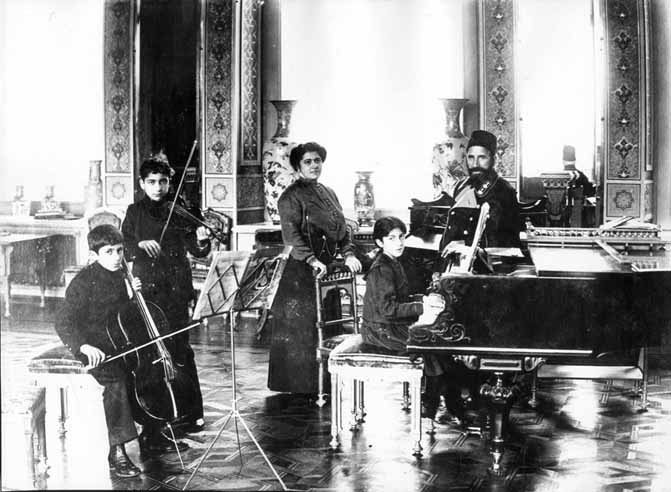
Гаджі Зейналабдін Тагієв, його дружина Зейнаб і діти — Садиг, Ісмаїл та Ханим

Діти Зейналабдіна і Сони — це дочки Лейла (стала дружиною Шамсі Асадуллаєва — сина підприємця), Сара і Сурая. Сини — Мамед і Ільяс. Захотівши, щоб Лейла і Сара вчились у Смольному інституті благородних дівиць, батько послав запит до Петербурга. Звідти прийшла відмова, мотивована тим, що Тагієв не належить до аристократичного стану, а в інституті навчаються лише діти графів, князів, ханів, беків та емірів. Тоді Сона-ханум подала офіційні документи про те, що її батько — генерал російської армії, якого цар нагородив золотою зброєю. Отже, Лейла і Сара, як внучки генерала, мають право на привілеї. На цій підставі їх прийняли в Смольний інститут.
Мамед, бувши офіцером «Дикої дивізії», 1918 року загинув від кулі в Ленкорані, а Ільяс вмер від хвороби у в'язниці. Після чоловікової смерті Сона-ханум стала бездомною жебрачкою і взимку 1932 року померла на вулиці в Баку. Лежала із затиснутим у кулаці шматком хліба, поблизу колишнього дому Тагієвих.

## Кінець життя
З приходом більшовиків до влади ситуація змінилася. У мільйонерів конфісковано все особисте майно. На прохання мардаканців Наріман Наріманов дав Тагієву право вибору місця проживання. Гаджі вибрав дачу в Мардакані.

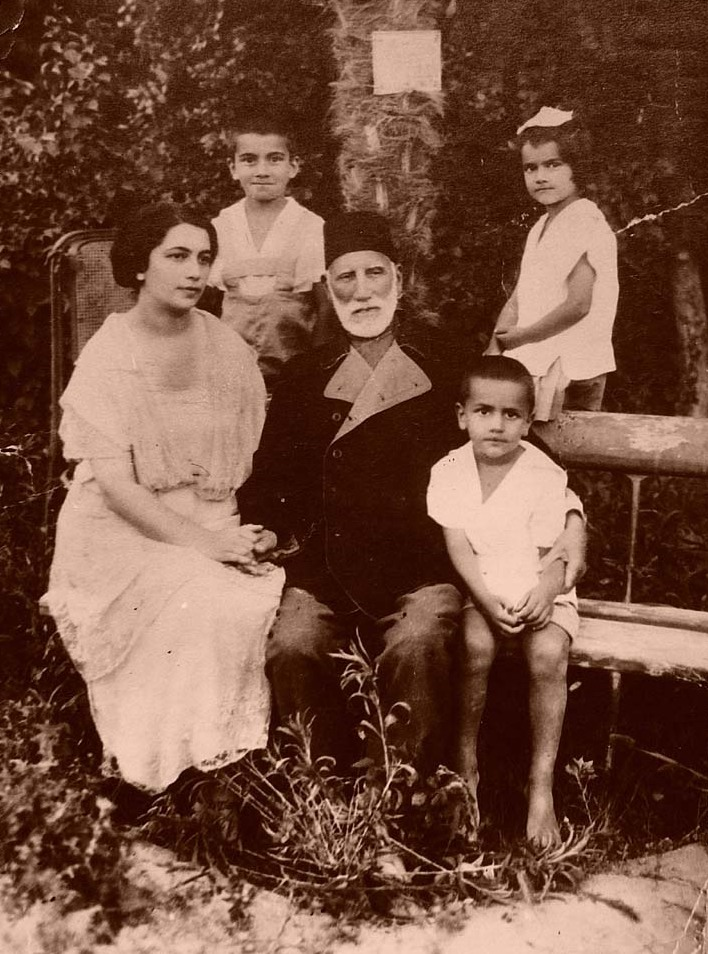
Гаджі Зейналабдін Тагієв, його дочка Лейла і внуки на дачі в Мардакані (1924 рік)

Гаджі Зейналабдін Тагієв помер у 1924 році. На похороні була величезна кількість людей. З усіх навколишніх сіл люди привозили рис, м'ясо, інші продукти, призначені для поминальних обідів. Завдяки Наріманову з'явився некролог у бакинській газеті «Халг газеті» («Комуніст»). Газета «Бакинский рабочий» помістила таке повідомлення:
|  | Кончина 3. А. Тагиєва. 1 вересня помер у Мардакянах від запалення легень на 105 році життя Зейнал Абдін Тагиєв. Покійний був відомий як один із значних промисловців та фінансистів і великий філантроп |

## Цікаві факти з життя Тагієва
- На урочистості з нагоди сходження на престол Олександра III, мусульман Кавказу представляв Гаджі Зейналабдін Тагієв, одягнений у східному стилі. Представляючи його цареві, голова кабінету міністрів сказав: «Ваша величносте, це представник дикого народу». Тагієв відповів: «Ми не дикі, мій народ не дикий, він має багату вікову історію!»[13]
- Під час візиту Олександра III в Баку Тагієва уповноважили від імені міста привітати високого гостя. Цар невдоволено глянув на папаху Тагієва і запитав: «Ти чий підданий?» — «Підданий вашої величності», — підказав пошепки губернатор. Але Гаджі Зейналабдін відповів по-своєму: «Я підданий Російської імперії».
- Коли Менделєєв приїхав до Баку, Гаджі влаштував на його честь урочистий обід у своєму будинку. У кабінеті Тагієва на столі стояло пам'ятне фото цього вченого з його автографом. У словнику Брокгауза і Ефрона Менделєєв у статті «Нафта» відзначив заслуги Тагієва для справи розвитку бакинської нафтової промисловості[4].
- Стару сокиру, якою Гаджі Зейналабдін користувався, коли ще був будівельником, він підвісив усередині одного зі своїх двох великих сейфів, щоб кожного разу, відчинивши дверцята, бачити сокиру, згадувати про мінливість долі й не хизуватися нажитим багатством[4].